# Menino com espinho

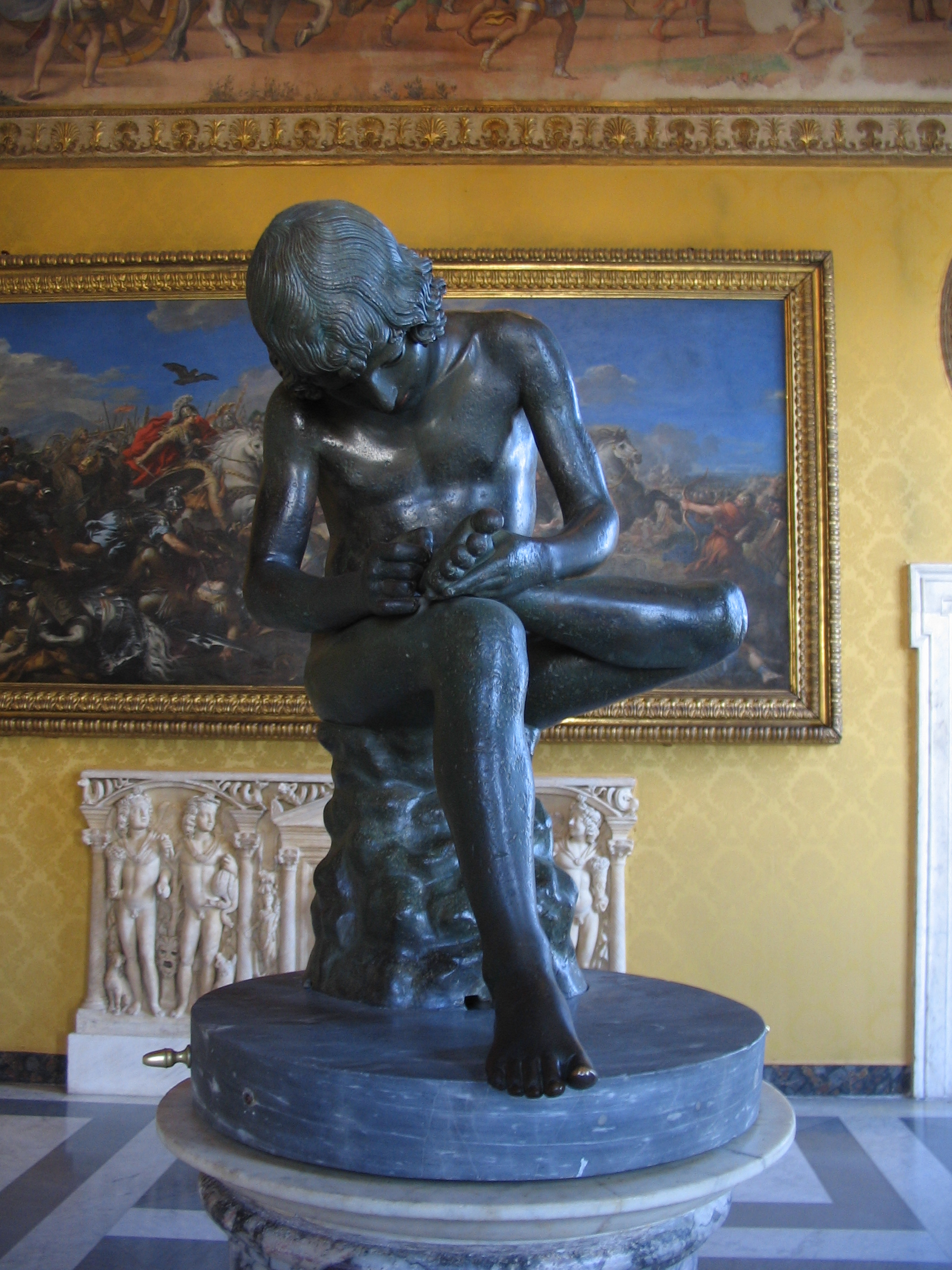
Lo Spinario (Palazzo dei Conservatori, Museu Capitolini).

Menino com Espinho, também chamado de Fedele ( Fedelino ) ou Spinario, é uma escultura de bronze helenística greco-romana de um menino retirando um espinho da planta do pé, e foi encontrada uns 300 anos a.C. agora no Palazzo dei Conservatori, em Roma . Existe uma versão romana em mármore deste tema, das coleções de os Médici, num corredor da Galeria Uffizi, em Florença.

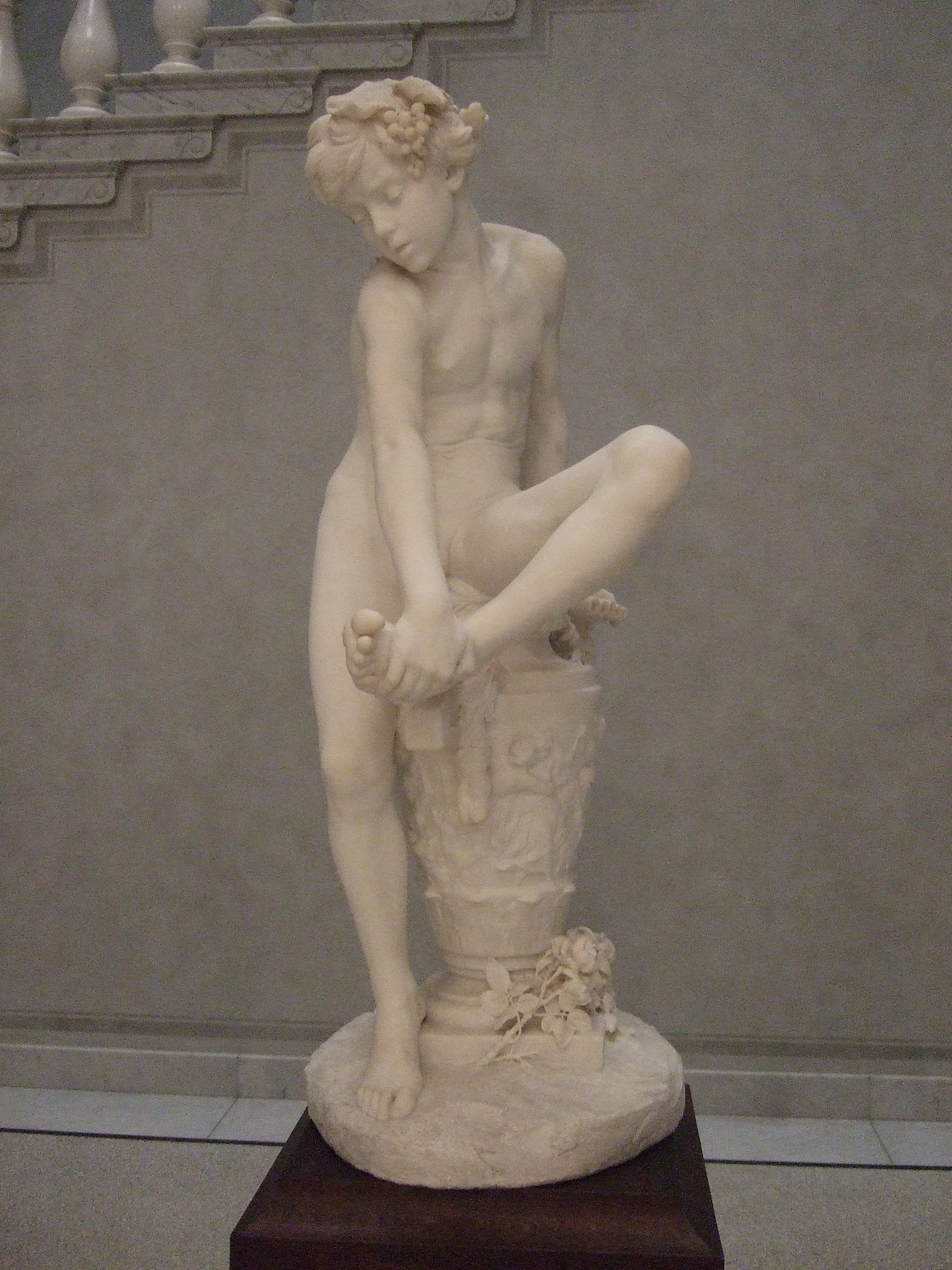
Dornauszieher ("retirando o espinho") por Gustav Eberlein entre 1879 e 1885. Alte Nationalgalerie, Berlim.

A obra encontrava-se do lado de fora do Palácio de Latrão quando o rabino navarro Benjamin de Tudela a viu na década de 1160 e a identificou como Absalão, que "estava sem defeito desde a planta do pé até ao cimo da cabeça”.  Foi notado por volta de 1200 pelo visitante inglês, Magister Gregorius, que a destacou no seu De mirabilibus urbis Romae que ingenuamente acreditava ser Príapo.  Deve ter sido uma das esculturas transferidas para o Palazzo dei Conservatori pelo Papa Sisto IV na década de 1470, embora não tenha sido registada lá até 1499-1500.
No início do Renascimento, foi celebrada por ser uma das primeiras esculturas romanas a ser copiada. Existem reduções em bronze de Severo da Ravenna e Jacopo Buonaccolsi (chamado de "L'Antico" pelas suas figuras refinadas e classicizantes). Buonaccolsi fez uma cópia para Isabella d'Este por volta de 1501 que hoje se encontra na Galleria Estense, Modena.  Em 1500, Antonello Gagini fez uma variante em tamanho real para uma fonte em Messina, que provavelmente é a versão em bronze que agora reside no Metropolitan Museum of Art, em Nova York.

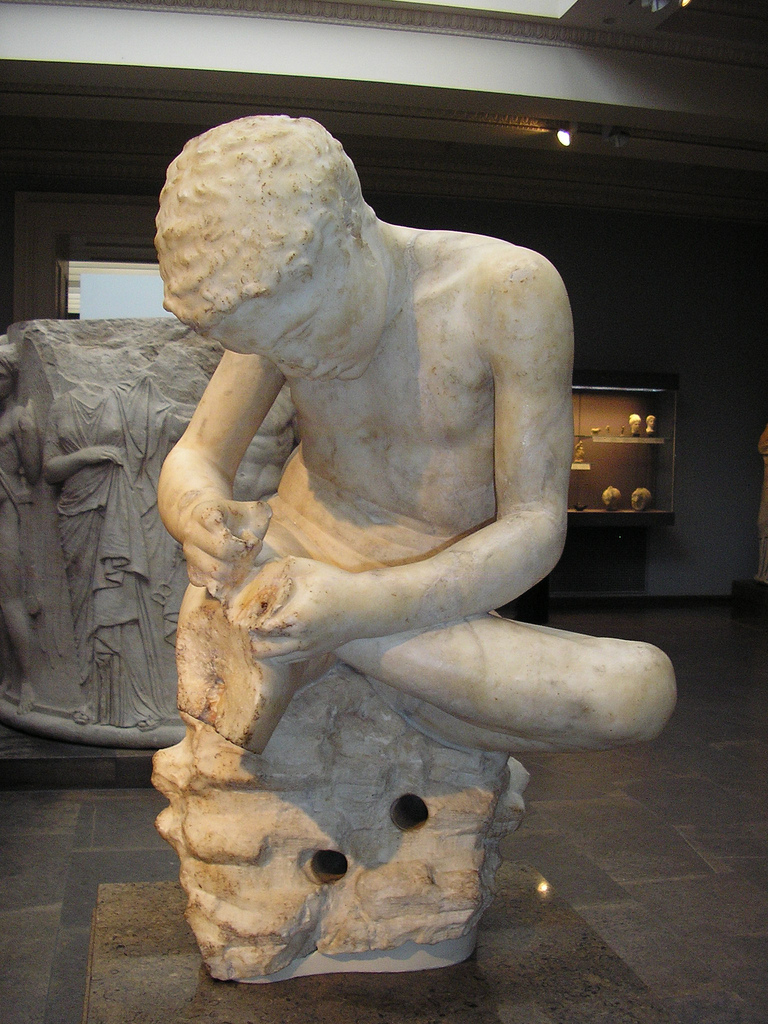
Mármore romano c.25–50 d.C., cópia de original helenístico perdido do século III a.C. do mesmo tipo, da coleção Castellani, Roma. Diz-se que foi encontrado no Esquilino. A base da estátua é trabalhada como uma rocha, com um furo para um cano da fonte. (Museu Britânico)

No século XVI, foram feitas cópias em bronze como presentes magníficos de embaixadores para o Rei da França e o Rei da Espanha. Francisco I da França recebeu uma versão de Ippolito II d'Este . A produção desta cópia foi supervisionada por Giovanni Fancelli e Jacopo Sansovino, e a transação efetuada pelo cortesão Benvenuto Cellini . Atualmente está em exposição no Museu do Louvre. Filipe II da Espanha recebeu uma cópia do Cardeal Giovanni Ricci . No século seguinte, Carlos I da Inglaterra mandou fazer um Spinario de bronze a Hubert Le Sueur.
Uma natureza morta com 'Spinario' de Pieter Claesz, 1628, está conservada no Rijksmuseum e, entre as riquezas emblemáticas da boa vida, exibe um pequeno modelo de gesso do Spinario .
 

## Links externos
Media relacionados com Menino com espinho no Wikimedia Commons
- Guida Artistica di Firenze: Sculture Antiche ilustra o mármore romano Spinario na Galeria Uffizi
- Johannes Röll, "O Censo de Obras de Arte e Arquitetura Antigas Conhecidas no Renascimento", Seção sobre o Spinario (" Dornauszieher ").
- Heinrich von Kleist Menino com espinho em Língua Gestual Austríaca, extraído de "O Teatro das Marionetes", uma produção da ARBOS - Companhia de Música e Teatro